# Selección de fútbol de Frøya
La Selección de fútbol de Frøya es el equipo representativo del municipio noruego de Frøya, en la provincia de Trøndelag. No está afiliado a la FIFA o la UEFA. Frøya es miembro de la UEFA y participa en el torneo de fútbol de los Juegos de las islas.

## Partidos internacionales
| Fecha               | Sede     | Equipo local | Oponente            | Marcador |
| ------------------- | -------- | ------------ | ------------------- | -------- |
| 29 de junio de 2017 | Bermuda  | Frøya        | Saaremaa            | 2-4      |
| 27 de junio de 2017 | Bermuda  | Frøya        | Hébridas Exteriores | 2-4      |
| 26 de junio de 2017 | Gotland  | Frøya        | Groenlandia         | 2-2      |
| 25 de junio de 2017 | Gotland  | Frøya        | Gotland             | 1-7      |
| 18 de julio de 2013 | Bermuda  | Frøya        | Islas Malvinas      | 0-6      |
| 17 de julio de 2013 | Bermuda  | Frøya        | Bermuda             | 0-8      |
| 15 de julio de 2013 | Bermuda  | Frøya        | Groenlandia         | 0-12     |
| 14 de julio de 2013 | Bermuda  | Frøya        | Islas Malvinas      | 1-2      |
| 2 de julio de 2009  | Åland    | Frøya        | Islas Malvinas      | 3–1      |
| 30 de junio de 2009 | Åland    | Frøya        | Guernsey            | 0–8      |
| 29 de junio de 2009 | Åland    | Frøya        | Gibraltar           | 0–8      |
| 28 de junio de 2009 | Åland    | Frøya        | Anglesey            | 0–3      |
| 5 de julio de 2007  | Rodas    | Frøya        | Åland               | 1–3      |
| 4 de julio de 2007  | Rodas    | Frøya        | Gotland             | 0–3      |
| 2 de julio de 2007  | Rodas    | Frøya        | Saaremaa            | 2–3      |
| 1 de julio de 2007  | Rodas    | Frøya        | Rodas               | 1–3      |
| 3 de julio de 2003  | Alderney | Frøya        | Sark                | 15–0     |
| 1 de julio de 2003  | Guernsey | Frøya        | Shetland            | 1–3      |
| 30 de junio de 2003 | Guernsey | Frøya        | Gotland             | 2–2      |
| 29 de junio de 2003 | Guernsey | Frøya        | Jersey              | 1–5      |
| 2 de julio de 1999  | Gotland  | Frøya        | Gibraltar           | 1–5      |
| 1 de julio de 1999  | Gotland  | Frøya        | Guernsey            | 2–4      |
| 29 de junio de 1999 | Gotland  | Frøya        | Saaremaa            | 1–4      |
| 28 de junio de 1999 | Gotland  | Frøya        | Groenlandia         | 1–3      |
| 27 de junio de 1999 | Gotland  | Frøya        | Isla de Wight       | 2–6      |
| 3 de julio de 1997  | Jersey   | Frøya        | Hitra               | 4–1      |
| 3 de julio de 1997  | Jersey   | Frøya        | Groenlandia         | 2–1      |
| 1 de julio de 1997  | Jersey   | Frøya        | Gibraltar           | 0–4      |
| 30 de junio de 1997 | Jersey   | Frøya        | Guernsey            | 0–3      |
| 29 de junio de 1997 | Jersey   | Frøya        | Jersey              | 1–4      |

## Historial contra otras selecciones
| Oponente            | PJ | PG | PE | PP | GF | GC |
| ------------------- | -- | -- | -- | -- | -- | -- |
| Åland               | 1  | 0  | 0  | 1  | 1  | 3  |
| Anglesey            | 1  | 0  | 0  | 1  | 0  | 3  |
| Bermuda             | 1  | 0  | 0  | 1  | 0  | 8  |
| Islas Malvinas      | 3  | 1  | 0  | 2  | 4  | 9  |
| Groenlandia         | 4  | 1  | 1  | 2  | 5  | 18 |
| Guernsey            | 3  | 0  | 0  | 3  | 2  | 15 |
| Hébridas Exteriores | 1  | 0  | 0  | 1  | 2  | 4  |
| Saaremaa            | 3  | 0  | 0  | 3  | 5  | 11 |
| Isla de Wight       | 1  | 0  | 0  | 1  | 2  | 6  |
| Gibraltar           | 3  | 0  | 0  | 3  | 1  | 17 |
| Gotland             | 3  | 0  | 1  | 2  | 3  | 12 |
| Hitra               | 1  | 1  | 0  | 0  | 4  | 1  |
| Rodas               | 1  | 1  | 0  | 1  | 1  | 3  |
| Sark                | 1  | 1  | 0  | 0  | 15 | 0  |